# Alfred Brinckmann
Alfred Brinckmann (Kiel, 3 gennaio 1891 – Kiel, 30 maggio 1967) è stato uno scacchista tedesco.
Il suo maggiore successo fu la vittoria nel torneo di Berlino 1927, davanti a Bogoljubov, Nimzowitsch e Saemisch.
Nel periodo 1921-1949 partecipò alla finale di otto Campionati tedeschi mentre nel periodo del dopoguerra fu uno dei principali artefici della riorganizzazione della Federazione tedesca di scacchi (Deutscher Schachbund), della quale fu segretario dal 1950 al 1967. 
Scrisse diversi libri di scacchi, tra cui le biografie di Efim Bogoljubov, Siegbert Tarrasch e Kurt Richter.
Nel 1953 la FIDE gli attribuì il titolo di Maestro Internazionale.

## Tornei e competizioni individuali
| Torneo | Città   | Punteggio | Classifica                                 |
| 1927   | 1927    | 1927      | 1927                                       |
| ------ | ------- | --------- | ------------------------------------------ |
|        | Berlino | primo     | 1º posto Brinckmann con 6,5. Nimzowitsch 6 |
| 1943   |         |           |                                            |
|        | Madrid  | terzo     | vince Paul Keres.                          |

## Alcune partite notevoli
- Réti - Brinckmann (Kiel, 1921) – Gambetto di Re var. Schallopp
- Brinckmann - Colle (Kecskemet, 1927) – Difesa Alekhine
- Brinckmann - Bogoljubov (Bad Aachen, 1933) – Spagnola attacco Worrall
- Brinckmann - Von Holzhausen (Campionato tedesco, 1933) – Francese var. McCutcheon